# Lothar Scheche
Lothar Hans Willy Adalbert Scheche (* 27. November 1889 in Breslau; † 1975 in Hannover) war ein deutscher Jurist und Ministerialbeamter.

## Leben
Scheche wurde als Sohn des königlichen Majors August Scheche und seiner Ehefrau Anna Scheche geb. Vollgold in Breslau geboren.
Scheche studierte Jura an der Schlesischen Friedrich-Wilhelms-Universität Breslau und war seit 1910 Mitglied des dortigen Corps Borussia, zusammen mit Lothar Neumann.
Im Jahr 1914 wurde er an der Universität Breslau zum Dr. iur. mit einer kartellrechtlichen Arbeit promoviert. Anschließend war er Soldat im Ersten Weltkrieg. Nach seiner Rückkehr arbeitete er bis 1921 bei den Bezirksregierungen in Kassel und Oppeln. Im Jahr 1921 wurde er Finanzrat und Hilfsarbeiter im Preußischen Finanzministerium. Außerdem war er Oberregierungsrat. Im Jahr 1928 wurde er Ministerialrat. Vier Jahre später war er Generalreferent im Preußischen Finanzministerium, ab 1935 zusätzlich auch noch im Finanzministerium des Deutschen Reiches. Zwischen 1939 und 1943 war er Ministerialdirektor im Reichsfinanzministerium.
Nach Ende des Zweiten Weltkrieges war Scheche Mitglied der Prüfungskommission für höhere Verwaltungsbeamte und zudem Vorsitzender des Aufsichtsrates der PreussenElektra (PREAG). Er gehörte dem Aufsichtsrat mehrerer Unternehmen an, darunter der Vebag, der Preussag und der Hibernia. Von 1950 bis 1955 war er Staatssekretär im Finanzministerium von Niedersachsen und bis 1959 Generaldirektor der Niedersachsen GmbH. Scheche war Vorsitzender des Verwaltungsrats der Hannoverschen Landeskreditanstalt und zudem stellvertretender Vorsitzender des Verwaltungsrats der Niedersächsischen Landesbank-Girozentrale.
Im Jahr 1955 bekam er das Große Verdienstkreuz der Bundesrepublik Deutschland verliehen.